# Gordon Tullock
Pour les articles homonymes, voir Tullock.
Gordon Tullock né à Rockford (Illinois) le 13 février 1922, et mort à Des Moines le 3 novembre 2014 est un professeur de droit et d'économie à l'Université George Mason (Arlington, Virginie). Bien qu'il n'ait pas reçu de doctorat en économie, il est un des principaux économistes libertariens du XXe siècle, et est le cofondateur de la théorie des choix publics avec James M. Buchanan. Il a publié plus de 150 articles et 16 livres.

## Biographie
Il étudie le droit à l'Université de Chicago jusqu'en 1947. Il travaille comme avocat, puis au Département d'État
En 1962, il publie avec James M. Buchanan The Calculus of Consent: Logical foundations for constitutional democracy (L'analyse du consentement : Fondations logiques de la démocratie constitutionnelle), l'ouvrage fondateur de la théorie des choix publics. Dans un article publié en 1967, il met en évidence le phénomène de recherche de rente.
En 1981, avec Buchanan et Stigler, il met en avant une théorie selon laquelle les dépenses publiques sont liées aux modes de fonctionnements des démocraties occidentales. Il y aurait un processus guidant au choix des dépenses publiques. Les individus, calculateurs, ont des objectifs et recherchent l'optimisation. On arrive au rôle des lobbys. On suppose que l'État est une institution qui produit des biens et des services pour certains agents. Peut-être un petit nombre, un grand nombre, etc. Ensuite, on va supposer que ces agents sont enclins à demander des biens qui concernent plutôt une minorité dans laquelle ils se situent. Ainsi, ils sont plus enclins à les faire financer par la collectivité.

## La recherche de rente
- Le trapèze de Tullock

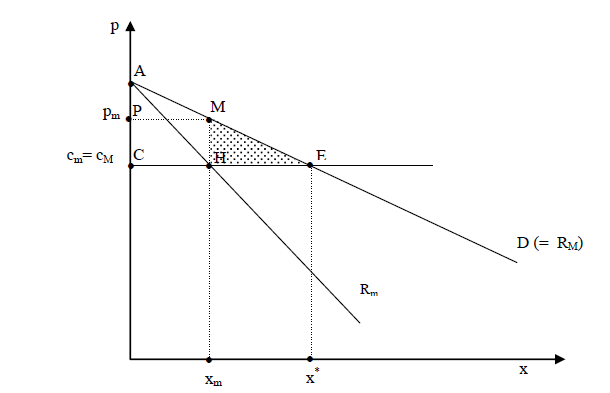

En économie, le monopole est caractérisée par deux éléments : les barrières à l'entrée pour un marché donné (barrières de fait, légales ou naturelles) et l'absence de bons substituts pour le bien échangé.
Sur un marché en concurrence pure et parfaite, l'entreprise Price-taker tarifie au point E, situation où le coût marginal est égal au prix. En situation monopolistique, l'entreprise est price maker et tarifie au point H, où le coût marginal est égal à la recette marginale. Par conséquent la perte sociale sèche liée à l'existence du monopole est la surface MHE sur la figure ci-contre. Le triangle représentant la perte sociale sèche du monopole s’appelle le triangle d’Harberger. Le profit atteint par le monopole est inférieur à la perte des consommateurs.
Gordon Tullock va développer les travaux d'Arnold Harberger. En situation de monopole il n'existe pas une seule perte sèche liée à la mauvaise allocation des ressources. Le monopole engendre d'autres problèmes et notamment celui de la recherche de rente. L'entreprise, dans cette situation, va utiliser une partie de ses ressources pour tenter d'obtenir des protections légales ou réglementaires contre la concurrence (exemple : action de lobbying envers les députés). Ainsi, en plus de la perte sèche démontrée par le triangle d'Harberger, le monopole engendre une seconde perte sèche. La recherche de rente consomme des ressources qui auraient pu être employées de façon plus productive ailleurs.
La perte sèche finale correspond ainsi sur la figure ci-contre à la somme du triangle MHE et du rectangle PMCH. La surface PCME représente le trapèze de Tullock.

## Publications

### Livres
- Avec James M. Buchanan: The Calculus of Consent – Logical Foundations of Constitutional Democracy. Ann Arbor, 1962.
- The Organization of Inquiry 1967.
- The Logic of the Law 1971.
- Autocracy 1987.
- Economic Hierachies, Organization and the Structure of Production 1992
- Rent Seeking 1993
- The Economics of Non-Human Societies 1994
- The Case Against the Common Law 1997.

### Articles
- Gordon Tullock, "The Welfare Costs of Tariffs, Monopolies and Theft", Western Economics Journal, 1967.
- Gordon Tullock, The General Irrelevance of the General Impossibility Theorem, Quarterly Journal of Economics, Mai 1967, S. 256–270.
- Gordon Tullock, Public Decisions and Public Goods, Journal of Political Economy, 1971.

## Source
- (en) Cet article est partiellement ou en totalité issu de l’article de Wikipédia en anglais intitulé « Gordon Tullock » (voir la liste des auteurs).